# Ђула Ивањи
Ђула Ивањи (мађ. Iványi Gyula Sámuel) је био мађарски мачевалац. Такмичио се у појединачној дисциплини сабља на Летњим олимпијским играма 1900, где је завршио на 5. месту.

## Биографија
Рођен 10. марта 1864. у Будиму, Краљевина Мађарска, био је ученик Жиге Халаша који га је упознао са мачевањем. Прво национално такмичење мађарске у мачевању, дисциплина сабља, одржано је 1895. године, а Ивањи је освојио златну медаљу и Велики сребрни пехар министра одбране. Био је члан клуба Мађарски атлетски клуб (Magyar Atlétikai Club) до 1896. године, када је дао оставку након што су примили Итала Сантелија након његове победе на догађају који је организовао МАК у мају те године.
Године 1896, Ивањи се такмичио против Луиђија Барбасетија, највећег мачеваоца тог доба, и победио га, а у једном извештају је његова вештина и брзина против Барбасетија описана као „невероватне“.  Касније те године такмичио се на Миленијуму, шампионата у мачевању и стигао до финала против италијанског противника по имену Чеченини, али је прекинуо борбу и одустао од даљњег такмичења, усред борбе, због онога што је сматрао неправедним суђењем. Чеченини се сложио са Ивањијем и није био сретан када је добио шампионски трофеј.
Ивањи је учествовао на такмичењу сабљама на Летњим олимпијским играма 1900. године, напредујући од првог кола и полуфинала до финала, где је завршио на петом месту. Према неким изворима, он би се пласирао више да није било пристрасности француских судија, након његовог резултата, мађарски и аустријски чланови жирија[а], Ференц Кразнај и Луиђи Барбазети, поднели су оставке у знак протеста. Пензионисао се након тог догађаја и вратио се свом послу као шеф филијале штедионице Терезварош Банке Уједињене Будимпеште, у каснијим годинама је унапређен у директора. Преминуо је 6. децембра 1920. у Будимпешти. Ивањи се у многим изворима сматра првим великим мађарским мачевалцем.